# Piero D'Inzeo
Piero D'Inzeo (Roma, 4 marzo 1923 – Roma, 13 febbraio 2014) è stato un ufficiale dell'Arma di Cavalleria e cavaliere italiano, vincitore di sei medaglie ai Giochi olimpici in otto partecipazioni, dal 1948 al 1976.

## Biografia
Di famiglia molisana, con il fratello minore Raimondo (1925-2013), anch'egli ufficiale e cavaliere, ma nelle file dell'Arma dei carabinieri, ha formato la coppia dei "fratelli invincibili" dell'equitazione italiana.
Hanno partecipato vittoriosamente a numerose gare in Italia e all'estero, e il loro punto di maggior gloria è quello raggiunto nei Giochi Olimpici di Roma del 1960, quando Raimondo conquistò la medaglia d'oro e Piero quella d'argento nel Gran Premio di salto ostacoli. Al temperamento irruente ed aggressivo di Raimondo, Piero contrapponeva maggiore tecnica e maggior calcolo.
Con sette titoli al Concorso ippico internazionale "Piazza di Siena" è il cavaliere più vincente di sempre in questa manifestazione. 
Giunse al grado di colonnello, e fu comandante della Scuola militare di equitazione dell'Esercito.
Mossiere in cinque edizioni del Palio di Siena e istruttore di Natale Chiaudani e di molti altri rinomati cavalieri.

## Palmarès
| Anno | Manifestazione  | Sede              | Evento                        | Risultato | Note  |
| ---- | --------------- | ----------------- | ----------------------------- | --------- | ----- |
| 1948 | Giochi olimpici | Londra            | Salto ostacoli individuale    | Rit.      |       |
| 1948 | Giochi olimpici | Londra            | Salto ostacoli a squadre      | Rit.      |       |
| 1952 | Giochi olimpici | Helsinki          | Concorso completo individuale | 6º        |       |
| 1952 | Giochi olimpici | Helsinki          | Concorso completo a squadre   | Rit.      |       |
| 1956 | Giochi olimpici | Melbourne         | Salto ostacoli individuale    | Bronzo    | [ 3 ] |
| 1956 | Giochi olimpici | Melbourne         | Salto ostacoli a squadre      | Argento   | [ 3 ] |
| 1958 | Europei         | Aquisgrana        | Salto ostacoli individuale    | Argento   |       |
| 1959 | Europei         | Parigi            | Salto ostacoli individuale    | Oro       |       |
| 1960 | Giochi olimpici | Roma              | Salto ostacoli individuale    | Argento   |       |
| 1960 | Giochi olimpici | Roma              | Salto ostacoli a squadre      | Bronzo    |       |
| 1961 | Europei         | Aquisgrana        | Salto ostacoli individuale    | Argento   |       |
| 1962 | Europei         | Londra            | Salto ostacoli individuale    | Bronzo    |       |
| 1964 | Giochi olimpici | Tokyo             | Salto ostacoli individuale    | 9º        |       |
| 1964 | Giochi olimpici | Tokyo             | Salto ostacoli a squadre      | Bronzo    |       |
| 1968 | Giochi olimpici | Città del Messico | Salto ostacoli individuale    | 7º        |       |
| 1968 | Giochi olimpici | Città del Messico | Salto ostacoli a squadre      | 5º        |       |
| 1972 | Giochi olimpici | Monaco di Baviera | Salto ostacoli individuale    | 22º       |       |
| 1972 | Giochi olimpici | Monaco di Baviera | Salto ostacoli a squadre      | Bronzo    |       |
| 1976 | Giochi olimpici | Montréal          | Salto ostacoli individuale    | 25º       |       |
| 1976 | Giochi olimpici | Montréal          | Salto ostacoli a squadre      | 9º        |       |

## Riconoscimenti
- Nel maggio 2015, una targa a lui dedicata fu inserita nella Walk of Fame dello sport italiano a Roma, riservata agli ex-atleti italiani che si sono distinti in campo internazionale.[5][6]